# Rędziny (gemeente)
De gemeente Rędziny is een landgemeente in het Poolse woiwodschap Silezië, in powiat Częstochowski.
De zetel van de gemeente is in Rędziny.
Op 30 juni 2004 telde de gemeente 9647 inwoners.

## Oppervlakte gegevens
In 2002 bedroeg de totale oppervlakte van gemeente Rędziny 41,36 km², waarvan:
- agrarisch gebied: 77%
- bossen: 2%

De gemeente beslaat 2,72% van de totale oppervlakte van de powiat.

## Demografie
Stand op 30 juni 2004:
| Omschrijving                   | Totaal | Totaal | Vrouwen | Vrouwen | Mannen | Mannen |
| ------------------------------ | ------ | ------ | ------- | ------- | ------ | ------ |
| eenheid                        | aantal | %      | aantal  | %       | aantal | %      |
| inwoners                       | 9647   | 100    | 4944    | 51,2    | 4703   | 48,8   |
| bevolkingsdichtheid (inw./km²) | 233,2  | 233,2  | 119,5   | 119,5   | 113,7  | 113,7  |

In 2002 bedroeg het gemiddelde inkomen per inwoner 1482,13 zł.

## Plaatsen
Konin, Kościelec, Madalin, Marianka Rędzińska, Rędziny, Rudniki.

## Aangrenzende gemeenten
Częstochowa, Kłomnice, Mstów, Mykanów